# 常盤松御用邸
常盤松御用邸（ときわまつごようてい）は、東京都渋谷区東に所在する皇室財産。
当地および隣接地はもと大和柳本藩や越後村上藩の下屋敷で、1855年（嘉永7年）から1万8000坪の薩摩藩下屋敷となった。島津斉彬養女・篤姫は1856年（安政3年）11月、第13代将軍・徳川家定の正室となるため当地から江戸城大奥に入る。明治維新後は黒田清隆が所有。1882年（明治15年）、宮内省が黒田家から買い上げ、主馬寮の「御料乳牛場」として使用し、乳牛を放牧する。御料乳牛場はのちに「渋谷第三御料地」となり、1924年（大正13年）、うち4000坪を東伏見宮家が拝借して、1925年（大正14年）10月、高橋貞太郎の設計による鉄筋コンクリート2階建の洋館が建設され、東伏見宮妃周子の邸となった。
渋谷第三御料地には東伏見宮邸の西側隣接地に、久邇宮妃俔子の住まいである久邇宮別邸、朝鮮王公族の李鍵公邸、李鍝公邸、北白川宮能久親王第4王子の小松輝久侯爵邸、同第6王子の上野正雄伯爵邸も設けられた。

大正14年竣工の東伏見宮邸正面図および側面図（宮内庁管理部蔵）

戦災に焼け残った東伏見宮邸は1946年（昭和21年）、同宮家より宮内省へ返還され、皇族の共用殿邸「常盤松御用邸（常盤松御殿）」となった。秩父宮妃勢津子は住まいとしていた御殿場別邸から、儀式や公務で上京すると当邸を宿舎とした。
1950年（昭和25年）2月、都下小金井の東宮仮御所が前年焼損したことから、皇太子明仁親王の東宮仮御所となる。明仁親王は1959年（昭和34年）4月に結婚した美智子妃と、翌1960年（昭和35年）6月まで当邸で新婚生活を送った。皇太子同妃は1960年2月、第一男子の浩宮徳仁親王を儲ける。1963年（昭和38年）9月からは昭和天皇第二皇子・義宮正仁親王の邸となり、翌1964年（昭和39年）9月、結婚により常陸宮家を創設した正仁親王と華子妃は現在まで、当邸を住まいとしている。
1975年（昭和50年）4月、東伏見宮邸、東宮仮御所として使用された高橋貞太郎設計の洋館が解体され、跡地に1976年（昭和49年）11月、村野藤吾の設計による現在の宮邸が竣工した。その際、大正以来の正門を敷地北面から南面の駒沢通り沿いに移している。敷地北面には1925年当時のスクラッチタイル貼りの塀が残る。名称は旧常磐松町による。